# Microchthonius solentanus
Espèce
Microchthonius solentanus est une espèce de pseudoscorpions de la famille des Chthoniidae.

## Distribution
Cette espèce est endémique de Croatie. Elle se rencontre dans la grotte Piškera Jama à Nečujam.

## Description
Le mâle holotype mesure 1,19 mm.

## Étymologie
Son nom d'espèce lui a été donné en référence au lieu de sa découverte, Solentae, le nom latin de Šolta.

## Publication originale
- Ćurčić, Rađa, Rađa, Dimitrijević, Tomić & Ilić, 2013 : A new cave pseudoscorpion from the Adriatic Isle of Šolta (Dalmatia): Microchthonius solentanus n. sp. (Chthoniidae, Pseudoscorpiones). Acta Zoologica Bulgarica, vol. 65, no 3, p. 283-288.